# Nova Granada (São Paulo)
Nova Granada es un municipio brasilero del estado de São Paulo. Se localiza a una latitud 20º32'02" sur y a una longitud 49º18'51" oeste, en el extremo Norte del estado, estando a una altitud de 542 metros. Su población es de 19.180 habitantes (IBGE/2010).
Nova Granada está a 475 km de la ciudad de São Paulo y cerca de 35 km del Río Grande, en el límite con Minas Gerais, y pertenece a la Microrregión de São José do Río Preto.

## Historia
Nova Granada, antes Villa Bela y Pitangueiras, se originó de migraciones, en especial de españoles. El poblado de Villa Bela fue fundado el 4 de septiembre de 1911. En 1917, la Villa mudó su nombre a Pitangueiras, siendo elevada a distrito de Río Preto.
El 19 de diciembre de 1925, el distrito fue elevado a municipio, con el nombre actual, donde se preserva hasta hoy.

## Geografía
Posee un área de 531,9 km².

### Hidrografía
- Río Preto
- Río de la Cachoeirinha

### Demografía
Datos del Censo - 2010
Población total: 19180

- Urbana: 17.775
- Rural: 1.405
- Hombres: 9.659[6]
- Mujeres: 9.521

Densidad demográfica (hab./km²): 36,06
Mortalidad infantil hasta 1 año (por mil): 10,06
Expectativa de vida (años): 74,67
Tasa de fertilidad (hijos por mujer): 2,45
Tasa de alfabetización: 89,20%
Índice de Desarrollo Humano (IDH-M): 0,790
- IDH-M Salario: 0,696
- IDH-M Longevidad: 0,828
- IDH-M Educación: 0,847

(Fuente: IPEADATA)

## Economía
El Sector terciário es el más relevante de la economía de Olímpia, con 65,5% del PIB. La Industria corresponde a 26,1%. La Agropecuaria es 8,2% del PIB.

## Carreteras
- SP-423 - Carretera Luiz Delbem
- BR-153 - Carretera Transbrasiliana

## Administración
- Prefecto: Aparecido Donizete Martelli (2005/2012)
- Viceprefecto: Hélio Rezende Assumpção
- Presidente de la cámara: (2009/2010)